# Donato Racciatti
Donato Racciatti (* 18. Oktober 1918 in Guilmi, Region Abruzzen, Provinz Chieti, Italien; † 27. Mai 2000 in Montevideo) war ein uruguayischer Bandoneonist, Bandleader und Tangokomponist.

## Leben
Racciatti begann seine Laufbahn als Bandoneonist 1938 im Radio. Ab 1940 war er Mitglied des Orquesta Laurenz-Casella. 1945 leitete er das Ensemble, das den Sänger Luis Alberto Fleitas begleitete, mit dem er mehrere Aufnahmen einspielte. Ab 1948 leitete er ein eigenes Orchester, dem u. a. der spätere Leiter des New York Tango Trio, Raúl Jaurena, angehörte. Mit diesem debütierte er im Hotel Nogaró in Punta del Este, trat bei Radio Universal und bei Radio Sarandí auf, spielte Aufnahmen beim Label Sondor ein und tourte durch Uruguay und Brasilien.
Mit den Autoren Mario Rivero und Eduardo Casanovas produzierte Racciatti mehrere musikalische Komödien, mit denen er an den Theatern Artigas, 18 de Julio und Palacio Peñarol gastierte. Großen Erfolg hatte er im Centenario-Fußballstadion mit der Komödie Barrio, luna y tamboril. Die größten Erfolge hatte sein Orchester zwischen 1953 und 1960 mit den Sängerinnen Nina Miranda und Olga Delgrossi. Zahlreiche Sänger traten außerdem mit seinem Orchester auf, darunter Enrique Liste, Alfredo Cabral, Victor Ruiz, Marisa Cortez, Alfredo Rivera, Carlos Torres, Miguel Ángel Maidana, Elsa del Campo, Marcos Giral, Luis Correa, Juan Carlos Godoy, Alfredo Dalton, Néstor Real und Carlos Roldán.
In Argentinien trat Racciatti bei allen wichtigen Radiosendern, bei den Fernsehsendern Canal 7 und 11, in der Catedral del tango und im Cabaret Marabu auf. Bei ausgiebigen Tourneen gastierte er in allen wichtigen Städten des Landes. Seine erfolgreichste Komposition war der Tango Hasta siempre amor. Er wurde u. a. von Carlos Di Sarli mit dem Sänger Horacio Casares, Juan D’Arienzo mit Jorge Valdez und von Juan José Paz mit Elsa Rivas aufgenommen.

## Kompositionen
nach Texten von Federico Silva
- Vencida
- Morocho y cantor
- Sin estrellas
- Hasta siempre amor

nach Texten von Enrique Soriano
- Tu corazón
- Queriéndote
- Limosna de amor

andere
- Murga de pibes (Text von Carmelo Imperio und Enrique Soriano)
- Por la misma senda (Text von Mario Battistella)